# Huntington (contea di Adams, Pennsylvania)
Huntington è una township degli Stati Uniti d'America, nella Contea di Adams dello stato della Pennsylvania.

## Società

### Evoluzione demografica
Secondo il censimento del 2010 la popolazione è di 2 369 abitanti, in prevalenza di razza bianca (95,4%).